# Sacramento Open
O Sacramento Open foi um torneio masculino de golfe no PGA Tour, que foi disputado entre 1926 e 1938 em Sacramento, capital do estado norte-americano da Califórnia.

## Campeões
- 1938 Johnny Revolta[1]
- 1937 Ed Dudley
- 1936 Wiffy Cox
- 1935 Harold "Jug" McSpaden
- 1929-34 Não houve torneio
- 1928 Tommy Armour
- 1927 Não houve torneio
- 1926 Joe Turnesa